# Radoszowy (wieś)
Radoszowy (niem. Radoschau, od 1936 Drosselschlag) – wieś w Polsce położona w województwie opolskim, w powiecie kędzierzyńsko-kozielskim, w gminie Pawłowiczki. W 2011 roku liczba mieszkańców we wsi Radoszowy wynosiła 223.
W latach 1975–1998 miejscowość administracyjnie należała do ówczesnego województwa opolskiego.

## Historia
Od końca XVIII w. wieś posiadała własną pieczęć gminną, na której wizerunku przedstawiono koło, pod nim lemiesz i ostrze kosy.

## Zabytki
Do wojewódzkiego rejestru zabytków wpisany jest:
- Kościół św. Jadwigi Śląskiej w Radoszowach, kościół parafialny wybudowany w 1730 r. pod wezwaniem Krzyża Świętego, drewniany, zburzony i wybudowany od podstaw w 1929 roku, poświęcony św. Jadwidze Śląskiej. W kościele została pochowana 21. września 1798r. babka największego poety pochodzącego ze Śląska – Josepha von Eichendorffa – Johanna von Eichendorff z d. Salisch (1726-1798), można obejrzeć płytę nagrobną i miejsce pochówku. Ojciec poety – Adolph von Eichendorff (1750-1818) pełnił powinności patronackie nad kościołem; został opisany jako człowiek silnie związany z kościołem i sumiennie dbający o jego dobra.

W kościele są barokowe ołtarze, ambona i chrzcielnica pochodzące z poprzedniego kościoła ok. XVIII w. – barok; wypisany z księgi rejestru
inne zabytki:
- ruiny dworu Johanny von Eichendorff, oraz dęby i kamień, o których młody Joseph von Eichendorff wspomina w swoim dzienniczku, poeta nazwał każdy dąb, gdy bywał w Radoszowach, jego ojciec Adolph von Eichendorff bardzo często gościł w Radoszowach z powodu doskonałego powietrza i lasów. Do wsi Łubowice, w której urodził się poeta jest stąd ok. 25 km
- droga do świętych, miejsce rzezi mieszkańców w czasie wojen szwedzkich
- kapliczki z XIX w.
- plebania.